# Gobernación de Quena
La Gobernación de Quena (en idioma árabe: قنا Qina) compone, junto a otras veintisiete gobernaciones, la principal división administrativa de Egipto. Está localizada en el valle del río Nilo, Hacia el sudeste de la República Árabe de Egipto. Qina es la capital de esta gobernación.

## Distritos con población estimada en julio de 2017
- Abū Ṭisht 466,395
- Al-Waqf 81,806
- Dishnā 390,637
- Farshūṭ 190,064
- Madīnat Qinā al-Jadīdah 1,534
- Naj' Ḥammādī 581,507
- Naqādah 171,910
- Qifṭ 143,215
- Qena 451,141
- Qūṣ 466,855

## Población y territorio
Posee una superficie de 1.796 kilómetros cuadrados. La gobernación de Qina posee una población de 3.001.494 habitantes (cifras del censo del año 2006). Por ende, la densidad poblacional es de 1.671 habitantes por kilómetro cuadrado.

## Economía
Al Agha Group.
LG Quena.

## Personalidades destacadas
- Abdelnasser abdelfattah (Empresario).[4]
- Abdel Rahman el-Abnudi (poeta).[5]
- Ahmad Fathi Sorour ( Político ).[6]
- Amal dunqul (poeta).[7]
- Omar Suleiman ( Político ).[8]
- Mohamed ramadan (actor cantante).[9]
- Mansour elEssawy ( Político ).[10]